# Transportes Aéreos Neuquén
Transportes Aéreos Neuquén fue una aerolínea argentina que operó durante la década de 1980 y 1990 con base de operaciones en el Aeropuerto Internacional Presidente Perón de la ciudad de Neuquén.

## Historia
Alrededor de 1960 volaba la empresa Líneas Aéreas del Neuquén, luego renombrada como Transportes Aéreos Neuquinos; poseía un Aero Commander (LQ-FYE). Esta última suspendió sus servicios hacia 1965. Recién reinicia sus servicios como Transportes Aéreos Neuquén en 1972 con cuatro Piper PA-31 Navajo comprados al Ejército Argentino (LQ-JZJ, LQ-JZL, LQ-JZP y LQ-LBB). En abril de 1977 adquieren tres Aerocommander nuevos de fábrica, entregando los Piper en parte de pago. En 1981 compra dos Fairchild Swearingen Metroliner y es reconocida como línea aérea al año siguiente, finalmente conforma su flota con Saab 340 en 1987.

## Alfredo Asmar, precursor de la aviación provincial en Neuquén[5]
La Provincia del Neuquén fue creada mediante la Ley Nacional N.º 14.408, sancionada en 1955, lo que permitió al antiguo territorio nacional sancionar su propia Constitución. La Carta Magna provincial fue aprobada el 29 de noviembre de 1957, y conforme a sus disposiciones, se celebraron las primeras elecciones provinciales el 23 de febrero de 1958. La fórmula ganadora fue la de Ángel Edelman y Alfredo Ramón Asmar, representantes de la Unión Cívica Radical Intransigente (UCRI).
Tras la renuncia de Edelman por razones de salud, el 5 de abril de 1959, Asmar asumió la gobernación de Neuquén. En ese entonces, la provincia contaba con una población aproximada de 110.000 habitantes y presentaba un bajo nivel de desarrollo en diversas áreas, especialmente en salud, educación y comunicaciones.
Una de las principales problemáticas de la época era la deficiente infraestructura de transporte terrestre, con escasa cantidad de caminos asfaltados y falta de puentes sobre ríos caudalosos, lo que dificultaba el acceso a las localidades del interior, en especial durante los meses de invierno. En este contexto, la comunicación eficiente entre la capital provincial y el resto del territorio se convirtió en una prioridad para la gestión de Asmar.
Frente a estas dificultades, Asmar promovió el uso de la aviación como herramienta para mejorar la conectividad interna y facilitar el acceso a servicios esenciales. Según declaraciones posteriores de su sobrina, Estela Maris Asmar, los vuelos sanitarios fueron fundamentales para enfrentar enfermedades como la diarrea estival y la tos convulsa, que afectaban particularmente a la población infantil.
La política de Asmar se enmarcó dentro del modelo desarrollista impulsado a nivel nacional por el presidente Arturo Frondizi, orientado a fomentar la industrialización, mejorar la infraestructura y aprovechar los recursos naturales en pos de un desarrollo regional equilibrado.
Un factor clave fue que, a partir de la provincialización, Neuquén comenzó a recibir de manera directa las regalías provenientes de la actividad hidrocarburífera, lo cual permitió a Asmar invertir en distintos ámbitos, incluida la aviación.
Durante su gestión, se planificó la mejora de los campos de aviación en localidades como Buta Ranquil, San Martín de los Andes, Centenario, Junín de los Andes y la ciudad de Neuquén. Además, se firmó un convenio con la Fuerza Aérea Argentina, representada por el brigadier Ramón Abrahim, para la construcción del Aeropuerto Internacional del Neuquén. Años después, hubo un proyecto de ley —que no prosperó— para nombrar dicho aeropuerto en honor a Asmar.
En 1959, las operaciones aéreas en Neuquén dependían de aeroclubes, especialmente del Aeroclub Neuquén. El gobierno provincial utilizaba sus servicios para vuelos oficiales y sanitarios, financiando estos servicios con recursos públicos. Solo en 1960 se emitieron decretos que autorizaron pagos por más de $35.000 en vuelos sanitarios, además de subsidios y refinanciaciones de préstamos por más de $150.000 para reparar aeronaves.
Ese mismo año, el Plan de Trabajos Públicos contempló la creación de una estructura propia en materia de aviación y asignó un crédito para la compra de aeronaves. Esta política se concretó con el Decreto 398, del 29 de marzo de 1960, que autorizó el llamado a licitación para adquirir dos aeronaves sanitarias. La adjudicación se formalizó mediante el Decreto 626 del 27 de mayo de 1960.
Se adquirieron dos aeronaves: un Aero Commander Super 680, comprado a Aerotransportes Wollkopf por $7.000.000, y un Beechcraft Bonanza Modelo M 35, adquirido a la empresa Will Smith por U$S 31.676, totalmente equipado y habilitado para vuelos por instrumentos.
Estas acciones sentaron las bases para el desarrollo de la aviación provincial en Neuquén, con Transportes Aéreos Neuquinos (TAN) como uno de sus principales exponentes, y posicionaron a Alfredo Asmar como uno de los pioneros en la utilización de la aviación como instrumento de integración territorial y sanitaria en la Patagonia.

## Incidentes
El 25 de enero de 1996 el vuelo 413 operado por un Metro III se accidentó aterrizando en el aeropuerto de Rincón de los Sauces no produciéndose ninguna víctima.
El 12 de septiembre de 1984 un vuelo sanitario operado por un Aero Commander 500 con la matrícula LV-MAV, bautizado como Nahueve, se estrelló en las cercanías del Aeropuerto Aviador Carlos Campos por un error en uno de los motores. Los 8 tripulantes fallecieron.

## Destinos

### Destinos en la Argentina
| Ciudad                                                   | Código de Aeropuerto | Código de Aeropuerto | Nombre del aeropuerto                                             | Notas                                |
| Ciudad                                                   | IATA                 | ICAO                 | Nombre del aeropuerto                                             | Notas                                |
| -------------------------------------------------------- | -------------------- | -------------------- | ----------------------------------------------------------------- | ------------------------------------ |
| Argentina                                                |                      |                      |                                                                   |                                      |
| Desde Buenos Aires Aeroparque Jorge Newbery.             |                      |                      |                                                                   |                                      |
| Bahía Blanca                                             | BHI                  | SASB                 | Aeropuerto Comandante Espora                                      | 2 vuelos semanales.                  |
| Neuquén                                                  | NQN                  | SAZN                 | Aeropuerto Internacional Presidente Perón                         | 3 vuelos semanales. Vía BHI          |
| Mendoza                                                  | MDZ                  | SAME                 | Aeropuerto Internacional Gobernador Francisco Gabrielli           | 1 vuelo semanal.                     |
| Córdoba                                                  | COR                  | SACO                 | Aeropuerto Internacional Ingeniero Aeronáutico Ambrosio Taravella | 2 vuelos semanales.                  |
| General Roca                                             | GNR                  | SAHR                 | Aeropuerto de General Roca                                        | 3 vuelos semanales.                  |
| Bariloche                                                | BRC                  | SAZS                 | Aeropuerto Internacional Teniente Luis Candelaria                 | 3 vuelos semanales.                  |
| Desde Neuquén Aeropuerto Internacional Presidente Perón. |                      |                      |                                                                   |                                      |
| Mendoza                                                  | MDZ                  | SAME                 | Aeropuerto Internacional Gobernador Francisco Gabrielli           | 6 vuelos semanales.                  |
| Córdoba                                                  | COR                  | SACO                 | Aeropuerto Internacional Ingeniero Aeronáutico Ambrosio Taravella | 4 vuelos semanales.                  |
| Bariloche                                                | BRC                  | SAZS                 | Aeropuerto Internacional Teniente Luis Candelaria                 | 4 vuelos semanales. Vía CPC          |
| Comodoro Rivadavia                                       | CRD                  | SAVC                 | Aeropuerto Internacional General Enrique Mosconi                  | 5 vuelos semanales.                  |
| San Martín de los Andes                                  | CPC                  | SAZY                 | Aeropuerto Aviador Carlos Campos                                  | 3 vuelos semanales.                  |
| General Roca                                             | GNR                  | SAHR                 | Aeropuerto de General Roca                                        | 3 vuelos semanales.                  |
| San Juan                                                 | UAQ                  | SANU                 | Aeropuerto Domingo Faustino Sarmiento                             | 1 vuelo semanal. Vía MDZ             |
| Río Gallegos                                             | RGL                  | SAWG                 | Aeropuerto Internacional Piloto Civil Norberto Fernández          | 4 vuelos semanales. Vía CRD          |
| Río Grande                                               | RGA                  | SAWE                 | Aeropuerto Internacional Gobernador Ramón Trejo Noel              | 2 vuelos semanales. Vía CRD y RGL    |
| Zapala                                                   | APZ                  | SAHZ                 | Aeropuerto de Zapala                                              | 1 vuelo semanal.                     |
| Rincón de los Sauces                                     | RDS                  | SAHS                 | Aeropuerto Rincón de los Sauces                                   | 3 vuelos semanales.                  |
| Catriel                                                  | CLT                  | SA30                 | Aeropuerto Colonia Catriel                                        | 2 vuelos semanales.                  |
| 25 de Mayo                                               | MAO                  | SA21                 | Aeródromo 25 de Mayo                                              | 2 vuelos semanales.                  |
| Santa Rosa                                               | RSA                  | SAZR                 | Aeropuerto de Santa Rosa                                          | 1 vuelos semanal. Vía CLT            |
| Choele Choel                                             | CHO                  | SA29                 | Aeródromo de Choele Choel                                         | 3 vuelos semanales.                  |
| San Rafael                                               | AFA                  | SAMR                 | Aeropuerto Internacional Suboficial Ayudante Santiago Germano     | 3 vuelos semanales.                  |
| Malargüe                                                 | LGS                  | SAMM                 | Aeropuerto Comodoro Ricardo Salomón                               | 2 vuelos semanales.                  |
| Viedma                                                   | VDM                  | SAVV                 | Aeropuerto Gobernador Edgardo Castello                            | 3 vuelos semanales.                  |
| Bahía Blanca                                             | BHI                  | SAZB                 | Aeropuerto Comandante Espora                                      | 3 vuelos semanales.                  |
| Usuahia                                                  | USH                  | SAWH                 | Aeropuerto Internacional Malvinas Argentinas                      | 1 vuelos semanal. Vía CRD, RGL y RGA |
| Esquel                                                   | EQS                  | SAVE                 | Aeropuerto Internacional Brigadier General Antonio Parodi         | 2 vuelos semanales.                  |
| Calafate                                                 | FTE                  | SAWC                 | Aeropuerto Internacional Comandante Armando Tola                  | 1 vuelos semanal. Vía EQS            |
| Trelew                                                   | TRE                  | SAVT                 | Aeropuerto Almirante Marcos A. Zar                                | 4 vuelos semanales.                  |
| Mar del Plata                                            | MDQ                  | SAZM                 | Aeropuerto Internacional Astor Piazzolla                          | 5 vuelos semanales. Vía BHI          |
| Caviahue                                                 | CVH                  | SAHE                 | Aeródromo de Caviahue                                             | 2 vuelos semanales.                  |

### Destinos internacionales
| Ciudad                                                                 | Código de Aeropuerto | Código de Aeropuerto | Nombre del aeropuerto                          | Notas                       |
| Ciudad                                                                 | IATA                 | ICAO                 | Nombre del aeropuerto                          | Notas                       |
| ---------------------------------------------------------------------- | -------------------- | -------------------- | ---------------------------------------------- | --------------------------- |
| Chile                                                                  |                      |                      |                                                |                             |
| Desde Neuquén Aeropuerto Internacional Presidente Perón.               |                      |                      |                                                |                             |
| Concepción (Chile)                                                     | CCP                  | SCIE                 | Aeropuerto Internacional Carriel Sur           | 2 vuelos semanales. Vía PZS |
| Temuco                                                                 | PZS                  | SCTC                 | Aeropuerto Maquehue                            | 3 vuelos semanales.         |
| Santiago de Chile                                                      | SCL                  | SCEL                 | Aeropuerto Internacional Arturo Merino Benítez | 4 vuelos semanales. Vía MDZ |
| Puerto Montt                                                           | PMC                  | SCTE                 | Aeropuerto Internacional El Tepual             | 1 vuelo semanal.Vía BRC     |
| Desde Mendoza Aeropuerto Internacional Gobernador Francisco Gabrielli. |                      |                      |                                                |                             |
| Santiago de Chile                                                      | SCL                  | SCEL                 | Aeropuerto Internacional Arturo Merino Benítez | 3 vuelos semanales.         |
| Concepción (Chile)                                                     | CCP                  | SCIE                 | Aeropuerto Internacional Carriel Sur           | 2 vuelos semanales.         |
| Desde Bariloche Aeropuerto Internacional Teniente Luis Candelaria.     |                      |                      |                                                |                             |
| Puerto Montt                                                           | PMC                  | SCTE                 | Aeropuerto Internacional El Tepual             | 1 vuelo semanal.            |
| Brasil                                                                 |                      |                      |                                                |                             |
| Desde Neuquén Aeropuerto Internacional Presidente Perón.               |                      |                      |                                                |                             |
| São Paulo                                                              | CGH                  | SBSP                 | Aeropuerto de Congonhas                        | Chárter irregular. Vía AEP  |
| Paraguay                                                               |                      |                      |                                                |                             |
| Desde Buenos Aires Aeroparque Jorge Newbery.                           |                      |                      |                                                |                             |
| Asunción                                                               | ASU                  | SGAS                 | Aeropuerto Internacional Silvio Pettirossi     | Chárter Irregular. Vía AEP  |